# Joga
Joga (sanskrt: योग, yoga, IPA: [joːgɐ] 'sprega, stega', prema yuj: 'ujarmiti, spregnuti') označuje sustavan pristup duhovnim vježbama unutar indijskih tradicija i drugih religija pod njeznim utjecajem. Joga se sastoji od niza pozā, meditacijā, kontrole disanja, napjevā i drugih tehnika za pomoć pojedincima u samoostvarenju, olakšavanju bilo kakve patnje i omogućavanju stanja oslobođenja.
Opća skupština Ujedinjenih naroda proglasila je 21. lipnja Međunarodnim danom joge, a obilježava se svake godine širom svijeta od 2015. godine. Tradicija joge upisana je na UNESCO-ov popis nematerijalne svjetske baštine u Aziji i Oceaniji 2016. godine.

## Vrste
Joga je tijekom vremena mijenjala svoje značenje i dobivala mnoge interpretacije raznolikih autora koje se može grupirati u tri veće skupine.

### Tradicionalna joga
Joga je jedan od šest ortodoksnih brahmanističkih filozofsko-religijskih meditacijskih sustava koji sačinjavaju hinduističku religiju, darśana. U ovom najizvornijem obliku, sustav prakse je opisan u „Joga sutrama” (4. st.) gdje je njezina svrha oslobođenje iz kruga života i bola, postizanjem stanja čiste svijesti. One su srodne nešto starijim budističkim tekstovima u praksi, a u teoriji su bliske samkji, još jednom od ortodoksnih sustava, od kojega se razlikuje priznanjem osobnoga Boga (īśvara). Iako i unutar hinduizma postoji pojam joge prije tog vremena tek s Joga sutrama se ustanovljiva jasno koncipirani sustav koji u jasno definiranim praktičnim koracima razvoja kontemplativne prakse sistematično vodi jogija prema zacrtanom cilju duhovnog ostvarenja, te ih stoga do danas smatramo temeljnim i najvažnijim tekstom joge. Kako je budizam sramana praksa (samkja iako hinduizirana vjerojatno također potiče iz sramana izvora) svakako i za jogu možemo pretpostavljati da dolazi iz te sfere utjecaja na razmeđi susreta vedske, sramana kulture i religije. 
Sustav se sastoji od osam sukcesivnih koraka moralnih pravila (jama i nijama): položaja sjedenja u kontemplaciji (asana) i položaj tijela, usredotočenje na blize predmete (npr. vrh nosa, pupak); kontrole disanja (pranajama), koje su potanko propisane (npr. samo kroz lijevu ili desnu nosnicu); povlačenja osjetila (pratjahara); koncentracije (darana); meditacije (djana) i naposljetku transa (samadi), potpuno zadubljenje i sabranost u kojem nestaje svaki subjektivni osjećaj. Težište joge u sutrama je umirivanje mentalnih fluktuacija, tj. sustavnim vježbama tijela i svijesti postići potpunu vlast nad tijelom i isključiti štetan utjecaj vanjskoga svijeta na duh, koji, oslobođen, postiže izravnu spoznaju i uvid u skrovitu narav čovjeka i svijeta ili mistično sjedinjenje s transcedentalnim (mokša).
Vježbe vodi iskusni učitelj, inače mogu biti opasne za zdravlje i psihološki integritet čovjeka. Nije poznata starost joge; spominje se tek u srednjim upanišadima; djelo uz koje se vezuje je Patañjalijeva Yogasūtra (vjerojatno 2. st. pr. Kr.). Jogu su prihvatili budisti i jainisti; oblik hatha-joga raširen je u zapadnome svijetu (Europa, Sjeverna Amerika), a cilj je jačanje tjelesne snage i zdravlja.

### Hatha joga
Hatha joga predstavlja srednjovjekovni sustav duhovne prakse koji uz sramana utjecaje pokazuje i snažne utjecaje tantre. U neku ruku možemo ju smatrati dijelom tantrickog kruga utjecaja kao što klasičnu jogu možemo promatrati unutar sramanskog. Tu se između ostalog pocinju razvijati i fizički aspekti joge te je to sustav koji na zapadu kolokvijalno najčešće sa njome poistovjećujemo. 

### Joga u širem smislu
Joga se nerijetko primjenjuje kao opći naziv za bilo kakvu duhovnu praksu. U tom vrlo općenitom smislu svaka se duhovna praksa bilo koje religije moze svrstati u jogu, a najčešće prakse i kategorije koje se danas pri tome koriste su:
- rađa joga - označava ono sto je ovdje opisano pod tradicionalnom jogom.
- gjana joga - duhovna praksa usmjerena ka mudrosti, znanju, nastojanju pronicanja duhovne stvarnosti putem intelektualnog, analitičkog propitkivanja. Povezuje se često s filozofskim sustavom advaita vedante, ali je u upotrebi i kod mnogih drugih u različitim oblicima, značenjima i stupnjevima relevantnosti.
- bhakti joga - duhovna praksa utemeljena na predanosti, devociji, uspostavljanja odnosa s Bogom. Pristup koji nam je poznat iz abrahamskih religija uključujući kršćanstvo.
- karma joga - joga djelovanja koje može značiti i nesebičan rad za tuđu dobrobit i djelovanje u svijetu (nasuprot asketskom odricanju) bez očekivanja i vezivanja za rezultate.

Uz ove četiri najčešće kategorije ponekad se znaju izdvajati dodatne poput mantra joge, kundalini joge i slično, no ta su razlikovanja dosta ovisna o specifičnim kriterijima i interesima pojedinog autora i duhovne skupine.
Od ove četiri pak glavne jedino je rađa joga jasno definirani sustav dok su ostalo općeniti opisi i termini koji mogu od autora do autora podosta varirati u značenjima. 

## Joga i kršćanstvo
Većina kršćana odbacuje jogu kao dio New Agea, koji nije u skladu s kršćanstvom.

### Katolička Crkva
Katolička Crkva jogu ne smatra spojivim s ispovjedanjem katoličke vjere.
1989. i 2003. godine Kongregacija za nauk vjere objavila je dva dokumenta: Aspekti kršćanske meditacije i Kršćansko promišljanje o novom dobu, koji su kritični prema istočnačkim i praksama New Agea. Vatikan je upozorio da koncentracija na tjelesne aspekte meditacije „može prerasti u kult tijela” i da izjednačavanje tjelesnih stanja s mistikom „također može dovesti do psihičkih poremećaja, a ponekad i do moralnih odstupanja”. To se uspoređuje s prvim danima kršćanstva, kada se crkva usprotivila vjerovanju gnostika da spasenje nije došlo kroz vjeru već kroz mistično unutarnje znanje.

### Protestantizam
Neki kršćani jogu i druge aspekte istočne duhovnosti integriraju s molitvom i meditacijom. To se pripisuje želji za drukčijim „doživljajem Boga”.
Drugi stav drži da kršćanska meditacija može dovesti do religijskog pluralizma. To održava međukonfesionalna udruženja nekih kršćana koji to prakticiraju.

## Vanjske poveznice

##### Ostali projekti
|  | Zajednički poslužitelj ima još gradiva o temi Asana |
|  | Zajednički poslužitelj ima još gradiva o temi Joga  |